# Derby Triestina-Udinese
Il derby calcistico Triestina-Udinese, è la partita che vede contrapposte le squadre principali dei capoluoghi delle regioni storico-geografiche della Venezia Giulia e del Friuli, nonché gli unici due club del Friuli-Venezia Giulia a essere approdati in Serie A.

## Storia

### La nascita delle due società
L'Udinese deriva dalla Società Udinese di Ginnastica e Scherma, istituita nel 1896, probabilmente il 30 novembre. La squadra era però già attiva de facto dal 1895. Nel 1896 la compagine friulana trionfò a Treviso nel primo campionato nazionale di calcio tenutosi in Italia. Tuttavia, questa competizione non venne riconosciuta come ufficiale dalla FIF (l'odierna FIGC, sorta due anni dopo), in quanto venne patrocinata dalla Federazione Ginnastica Nazionale Italiana. Il torneo non venne disputato seguendo le regole del gioco del calcio dell'IFAB, ma seguì quelle della variante nostrana del calcio ginnastico, che comunque era al tempo considerato de iure football a tutti gli effetti.
Il 5 luglio 1911 alcuni ginnasti soci dell'Udinese, con a capo Luigi dal Dan, costituiscono all'interno della polisportiva l'Associazione Calcio Udinese, che viene iscritta alla FIGC. La prima partecipazione a un campionato ufficiale FIGC risale al Campionato Promozione 1912-1913; dall'anno seguente la compagine friulana partecipò alla Prima Categoria, ovvero la massima serie del calcio italiano, nel girone veneto-emiliano. Rimase nella Prima Categoria anche dopo l'interruzione per la prima guerra mondiale, e fino al campionato 1922-23, quando la squadra chiuse ultima nel suo girone, e retrocedette in Seconda Divisione. La società rischiò il fallimento nell'estate del 1923 e, perciò, il 24 agosto, l'"Associazione Sportiva Udinese" si separò dalla "Associazione Calcio Udinese".
La Triestina, invece, nacque ufficialmente il 2 febbraio 1919 (dopo un accordo preliminare datato 18 dicembre 1918) dalla fusione dei club FC Trieste e CS Ponziana. La squadra giuliana venne promossa in Seconda Divisione, corrispondente al secondo livello del campionato nel 1924, ove, nel gruppo D, trovò l'Udinese.

### Gli albori
La prima sfida ufficiale venne disputata il 7 dicembre 1924, a Trieste al Campo Montebello, quale incontro della Seconda Divisione Nord Girone D e si concluse 0-0. Al termine della stagione l'Udinese venne promossa in Prima Divisione. Le due società si ritrovarono in Prima Divisione, nuova denominazione del secondo livello del campionato italiano, nel 1926-1927: in questo caso, al termine della stagione, l'Udinese venne retrocessa in Seconda Divisione. Da quell'anno le strade delle due società si divisero, con la Triestina presenza fissa in Serie A, e l'Udinese che rimase tra il secondo e terzo livello del campionato fino al 1950, quando venne promossa in Serie A. L'unica eccezione, nel periodo, fu un doppio confronto nella Divisione Nazionale, serie con giorni regionali, disputata durante la guerra.

### La Serie A
22 ottobre 1950
Trieste, stadio Comunale di Valmaura
Serie A 1950-1951, 7ª giornata
Triestina: Nuciari; Sessa, Zorzin; Brandolisio, Grosso, Begni; Boscolo, Petagna, Petrozzi, Ciccarelli, De Vito.
Allenatore: Guttmann
Udinese: Brandolin; Farina, Zorzi; Bergamasco, Feruglio, Snidero; Roffi, Perissinotto, Darin, E. Sørensen, Rinaldi.
Allenatore:Testolina
Al termine della stagione 1949-1950 l'Udinese approdò, per la prima volta dall'istituzione del girone unico, in Serie A. Iniziò così un lungo periodo, terminato solo alla fine degli anni 1970, in cui le due squadre si affrontarono con grande regolarità.
Il 22 ottobre 1950 si disputò, a Trieste, il primo derby nella massima divisione, che terminò 0-0. Anche la gara di ritorno, il 4 marzo 1951, finì in parità (1-1). Al termine della stagione l'Udinese precedette, di 5 punti, in classifica, la Triestina. L'anno seguente vi fu la prima vittoria per l'Udinese, che si aggiudicò il derby di ritorno, giocato in casa, per 3-0. Le due squadre si trovarono invischiate nella lotta per la salvezza, con la Triestina che si salvò solo dopo uno spareggio. Anche nelle due stagioni successive le due squadre lottarono per non retrocedere, tanto che nel 1953-1954 fu l'Udinese a evitare la B solo dopo spareggio. In stagione si registrò anche la prima affermazione della Triestina in un derby della massima divisione (2-1 a nel match di Trieste), dopo che i friulani si erano imposti 4-2 all'andata.
L'incontro si disputò fino al 1955, quando l'Udinese, giunta seconda in campionato, fu retrocessa per illecito sportivo, il cosiddetto Caso Settembrino. I bianconeri recuperarono prontamente la massima divisione. Nel 1956-1957 la Triestina fu capace di imporsi in entrambi derby stagionali, ma questo non impedì la prima retrocessione in Serie B della compagine giuliana.
Nel precampionato del 1957, con la Triestina neoretrocessa in B, si organizzò un'amichevole a Trieste, che venne vinta dai bianconeri per 10-1. La Triestina vinse comunque il campionato di B, ritornando in A dopo solo una stagione. La permanenza nella massima divisione della squadra alabardata durò una sola stagione: nel 1958-1959 entrambi i derby si chiusero in parità. L'ultimo derby in massima divisione si disputò il 15 marzo 1958, a Udine, e finì 0-0.
All'inizio dell'estate del 1958 le due squadre si era già riaffrontate, con doppio incontro, nel girone eliminatorio della Coppa Italia. Dopo il pareggio a Trieste, la squadra alabardata s'impose a Udine. Il girone venne vinto però dal Marzotto Valdagno.

### Gli anni 1960 e 1970
Dopo la caduta della Triestina in Serie B il derby tornò, per due stagioni di fila, in Coppa Italia. Nel 1959 passò il turno l'Udinese, dopo una vittoria ai supplementari, mentre l'anno seguente la Triestina s'impose a Udine, superando così il secondo turno della manifestazione.

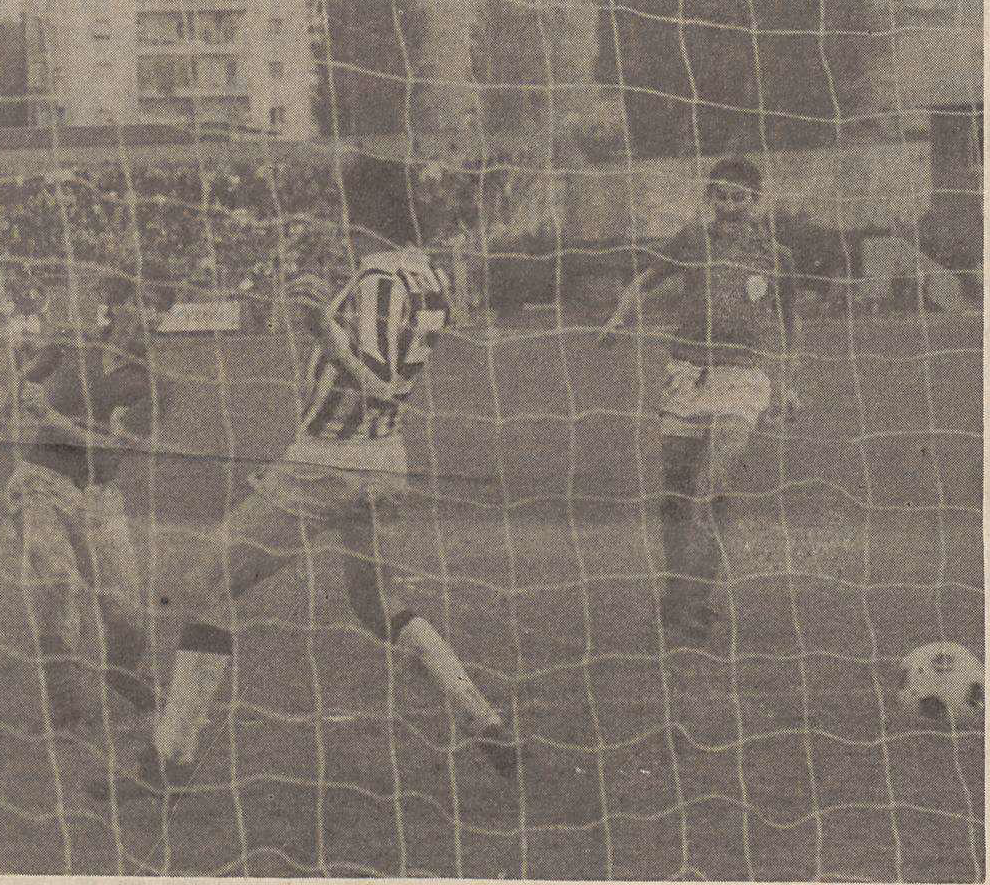
Paolo Dri della Triestina, a sinistra nella foto, realizza il gol del definitivo 2-2, nel match del 3 ottobre 1976, valido per il campionato di Serie C.

L'Udinese retrocedette in B nel 1962, ove ritrovò la Triestina, neopromossa dalla Serie C. Il 14 ottobre di quell'anno si disputò così nuovamente, dopo quasi 40 anni, il derby nel secondo livello del campionato italiano. Giocato a Trieste, finì 2-2. L'Udinese precedette in classifica la Triestina di un punto, con entrambe le squadre nella parte bassa. L'anno successivo sia l'Udinese che la Triestina s'imposero nelle gare casalinghe della stagione. Al termine del campionato l'Udinese retrocedette in Serie C.
Nel 1965-1966 le due compagini si ritrovarono entrambe in Serie C; l'esordio del derby, in terza serie, si presentò il 10 ottobre 1965, a Trieste. Anche in questo caso terminò in pareggio: 1-1. Le due formazioni rimasero in tale categoria per diverse stagioni, in pratica fino alla fine degli anni 1970, se si escludono le tre stagioni in cui la Triestina si trovò a disputare la Serie D, ovvero il 1971-1972, il 1974-1975 e il 1975-1976. Nella Serie C 1969-1970 la Triestina giunse quarta, ovvero davanti, per l'ultima volta in campionato, all'Udinese, settima.

Claudio Pellegrini realizza la rete del 4-0, nell'incontro del 12 marzo 1978, che rappresentò la più ampia vittoria dell'Udinese nel derby (6-0) in una gara ufficiale.

L'8 giugno 1972, allo stadio Grezar, si giocò un'amichevole, definita "Partita dell'Amicizia", che si concluse 1-1. Il trofeo in palio, donato dalla Regione, venne consegnato agli ospiti.
Dalla stagione 1972-1973, inoltre con l'istituzione della Coppa Italia semiprofessionisti, la cui prima fase era basata su gironi definiti su base geografica, le due squadre si trovarono spesso a duellare anche in tale manifestazione. Già nella prima edizione vi fu il primo confronto, il 23 agosto 1972, quando la Triestina vinse in casa dell'Udinese (anche se in realtà la partita venne disputata a Monfalcone) per 1-0.
Al termine della stagione 1977-1978 l'Udinese venne promossa in Serie B; da quel momento le strade delle due società si sono incontrate raramente in gare ufficiali, con la squadra friulana spesso impegnata nella massima serie, mentre i rossoalabardati non hanno mai più giocato oltre la Serie B. Nella gara di ritorno, in quella stagione, l'Udinese s'impose per 6-0, massima vittoria, in gara ufficiale, per i bianconeri, nel derby.
Le due compagini si affrontarono, a Trieste, in amichevole, nel precampionato, sia nel 1979 che nel 1980, per delle gare denominate "Coppa dell'Amicizia", patrocinate da Il Piccolo, e supportate dalla Cassa di Risparmio di Trieste. Il primo incontro si tenne il 1º settembre 1979, e vide imporsi la Triestina. I tempi regolamentari si conclusero sull'1-1, ma la squadra di casa si aggiudicò il trofeo dopo i calci di rigore. Nell'edizione del 1980 vinse invece la formazione friulana, per 1-0. Una terza edizione della manifestazione si giocò il 6 settembre 1981, questa volta allo Stadio Friuli, e registrò ancora un successo dell'Udinese, per 1-0.

### Il derby di Coppa Italia 1983-1984

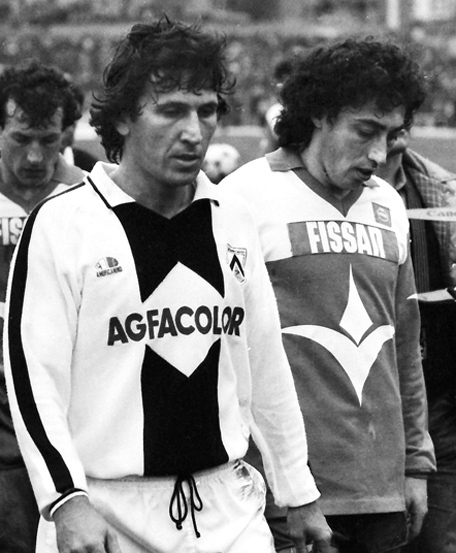
Il friulano Zico e il giuliano Franco De Falco in occasione della sfida di Coppa Italia dell'8 febbraio 1984

Nel 1984, dopo 6 stagioni, tornò il derby in una manifestazione ufficiale, per un doppio match di Coppa Italia, valido per gli ottavi di finale. La gara di andata, molto attesa, terminata a reti inviolate, venne funestata da incidenti, a seguito dei quali perì il giovane tifoso triestino Stefano Furlan. A lui venne poi intitolata la Curva Sud del nuovo stadio di Trieste.
Al ritorno l'Udinese, grazie a una doppietta di Zico, ottenne il passaggio del turno.

### Gli ultimi incontri
In campionato le due formazioni si sono poi ritrovate in due edizioni della Serie B, 1987-1988 e 1990-1991. Il 25 ottobre 1987, grazie a un rigore di Edy Bivi, la Triestina si aggiudicò, per l'ultima volta, un derby ufficiale. Nella partita giocarono ben tre campioni del mondo di Spagna '82, Franco Causio con la Triestina e Francesco Graziani e Giuseppe Dossena con l'Udinese. Al ritorno s'imposero invece i bianconeri. Al termine della stagione i giuliani retrocedettero in Serie C1. Nel 1988-1989 le due squadre si ritrovarono in Coppa Italia, nel gruppo 2 del girone preliminare. I bianconeri vinsero per 4-0, con tripletta di Antonio De Vitis. L'Udinese passò il turno come seconda del girone. Nel 1990-1991, ultimo campionato nelle quali le due formazioni si sono trovate assieme, i due derby terminarono entrambi per 1-1. Anche al termine di questa annata la squadra rossoalabardata retrocesse in terza serie.
Gli ultimi due incontri ufficiali furono disputati nell'agosto del 1991, validi per il primo turno di Coppa Italia. All'andata l'Udinese s'impose per 3-1, mentre il ritorno, disputato il 24 agosto 1991 a Trieste, che rappresenta tuttora l'ultima partita ufficiale fra le società, finì 1-1.
Da quel momento le due squadre si sono affrontate solo in amichevoli estive, tutte disputate allo Stadio Nereo Rocco di Trieste. La prima venne giocata il 12 agosto 1998, e vide l'affermazione dell'Udinese per 2-1. La seconda venne disputata l'11 agosto 2002, e vide ancora un successo bianconero, per 1-0. L'ultima fu organizzata il 9 agosto 2003, e si concluse con la vittoria della Triestina per 1-0.

## Lista dei risultati

### Sintesi
| Stagione  | Competizione        | Incontro          | A / R   | A / R   |
| --------- | ------------------- | ----------------- | ------- | ------- |
| 1924-1925 | Seconda Divisione   | Triestina-Udinese | 0-0     | 2-3     |
| 1926-1927 | Prima Divisione     | Triestina-Udinese | 5-1     | 3-1     |
| 1926-1927 | Coppa Arpinati      | Udinese-Triestina | 3-0     | 1-3     |
| 1943-1944 | Divisione Nazionale | Udinese-Triestina | 2-1     | 0-3     |
| 1950-1951 | Serie A             | Triestina-Udinese | 0-0     | 1-1     |
| 1951-1952 | Serie A             | Triestina-Udinese | 0-0     | 0-3     |
| 1952-1953 | Serie A             | Udinese-Triestina | 1-1     | 1-1     |
| 1953-1954 | Serie A             | Udinese-Triestina | 4-2     | 1-2     |
| 1954-1955 | Serie A             | Triestina-Udinese | 0-0     | 1-1     |
| 1956-1957 | Serie A             | Udinese-Triestina | 0-1     | 0-1     |
| 1958      | Coppa Italia        | Triestina-Udinese | 2-2     | 1-0     |
| 1958-1959 | Serie A             | Triestina-Udinese | 1-1     | 0-0     |
| 1959-1960 | Coppa Italia        | Udinese-Triestina | 3-2 dts | 3-2 dts |
| 1960-1961 | Coppa Italia        | Udinese-Triestina | 0-1     | 0-1     |
| 1962-1963 | Serie B             | Triestina-Udinese | 2-2     | 1-3     |
| 1963-1964 | Serie B             | Udinese-Triestina | 1-0     | 0-1     |
| 1965-1966 | Serie C             | Triestina-Udinese | 1-1     | 1-1     |
| 1966-1967 | Serie C             | Triestina-Udinese | 0-0     | 0-2     |
| 1967-1968 | Serie C             | Udinese-Triestina | 1-2     | 3-1     |

| Stagione  | Competizione                 | Incontro          | A / R | A / R   |
| --------- | ---------------------------- | ----------------- | ----- | ------- |
| 1968-1969 | Serie C                      | Triestina-Udinese | 1-0   | 1-2     |
| 1969-1970 | Serie C                      | Udinese-Triestina | 1-1   | 0-0     |
| 1970-1971 | Serie C                      | Triestina-Udinese | 0-0   | 0-1     |
| 1972-1973 | Serie C                      | Udinese-Triestina | 1-0   | 0-0     |
| 1972-1973 | C. Italia Semiprofessionisti | Udinese-Triestina | 0-1   | 0-0     |
| 1973-1974 | C. Italia Semiprofessionisti | Udinese-Triestina | 1-0   | 1-3     |
| 1973-1974 | Serie C                      | Triestina-Udinese | 1-1   | 1-1     |
| 1974-1975 | C. Italia Semiprofessionisti | Udinese-Triestina | 3-1   | 3-1     |
| 1975-1976 | C. Italia Semiprofessionisti | Udinese-Triestina | 0-2   | 0-1     |
| 1976-1977 | C. Italia Semiprofessionisti | Triestina-Udinese | 2-2   | 0-3     |
| 1976-1977 | Serie C                      | Triestina-Udinese | 2-2   | 1-1     |
| 1977-1978 | Serie C                      | Triestina-Udinese | 0-0   | 0-6     |
| 1977-1978 | C. Italia Semiprofessionisti | Triestina-Udinese | 2-2   | 2-3 dts |
| 1983-1984 | Coppa Italia                 | Triestina-Udinese | 0-0   | 0-2     |
| 1987-1988 | Serie B                      | Triestina-Udinese | 1-0   | 0-1     |
| 1988-1989 | Coppa Italia                 | Udinese-Triestina | 4-0   | 4-0     |
| 1990-1991 | Serie B                      | Triestina-Udinese | 1-1   | 1-1     |
| 1991-1992 | Coppa Italia                 | Udinese-Triestina | 3-1   | 1-1     |

#### Cronologia
1924-1925
| Trieste 7 dicembre 1924, ore 14:30 6ª giornata Seconda Divisione 1924-1925 | Triestina          | 0 – 0 | Udinese | Campo Montebello\| Arbitro: \| Salvagno (Venezia) \| |
| Arbitro:                                                                   | Salvagno (Venezia) |       |         |                                                      |

| Arbitro: | Salvagno (Venezia) |

|                                 |           |                                   |
| Molinaris 62’ Tosolini 64’, 65’ | Marcatori | 24’ Plemich 42’ (aut.) Cantarutti |

1926-1927
| Arbitro: | U. Gama (Milano) |

|                                          |           |             |
| Blasevich 40’, 43’, 44’ Bussich 82’, 83’ | Marcatori | 51’ Spivach |

| Udine 19 dicembre 1926 10ª giornata Prima Divisione 1926-1927 | Udinese | 1 – 3 | Triestina | Stadio Moretti |

| Arbitro: | Rampin (Venezia) |

|                              |           |  |
| Tosolini 61’ Agosti 66’, 72’ | Marcatori |  |

| Arbitro: | Malagodi |

|                                  |           |                     |
| Ferrari 28’ Bussich 41’ Tognazzi | Marcatori | 40’ (rig.) Bellotto |

1943-1944
| Arbitro: | Marini (Monfalcone) |

|                        |           |           |
| Manente 14’ Degano 80’ | Marcatori | 23’ Salar |

| Trieste 16 aprile 1944, ore 14:30 13ª giornata Divisione Nazionale 1943-1944 | Triestina | 3 – 0 | Udinese | Stadio Comunale (4.000 spett.) |
| \| \| \| \| \| Rancilio 5’ Salar 15’ Cergoli 88’ \| Marcatori \| \|          |           |       |         |                                |
|                                                                              |           |       |         |                                |
| Rancilio 5’ Salar 15’ Cergoli 88’                                            | Marcatori |       |         |                                |

1950-1951
| Trieste 22 ottobre 1950 7ª giornata Serie A 1950-1951 | Triestina      | 0 – 0 | Udinese | Stadio Comunale\| Arbitro: \| Dattilo (Roma) \| |
| Arbitro:                                              | Dattilo (Roma) |       |         |                                                 |

| Arbitro: | Bernardi (Bologna) |

|               |           |              |
| Paulinich 75’ | Marcatori | 69’ Petrozzi |

1951-1952
| Trieste 30 settembre 1951 4ª giornata Serie A 1951-1952 | Triestina | 0 – 0 | Udinese | Stadio Comunale |

| Udine 2 marzo 1952 23ª giornata Serie A 1951-1952                        | Udinese   | 3 – 0 | Triestina | Stadio Moretti |
| \| \| \| \| \| Spartano 65’ E. Sørensen 76’ Bacci 78’ \| Marcatori \| \| |           |       |           |                |
|                                                                          |           |       |           |                |
| Spartano 65’ E. Sørensen 76’ Bacci 78’                                   | Marcatori |       |           |                |

1952-1953
| Udine 30 novembre 1952 11ª giornata Serie A 1952-1953   | Udinese   | 1 – 1       | Triestina | Stadio Moretti |
| \| \| \| \| \| Szőke 23’ \| Marcatori \| 70’ Boscolo \| |           |             |           |                |
|                                                         |           |             |           |                |
| Szőke 23’                                               | Marcatori | 70’ Boscolo |           |                |

| Trieste 5 aprile 1953 28ª giornata Serie A 1952-1953       | Triestina | 1 – 1          | Udinese | Stadio Comunale |
| \| \| \| \| \| Curti 88’ \| Marcatori \| 49’ Mozzambani \| |           |                |         |                 |
|                                                            |           |                |         |                 |
| Curti 88’                                                  | Marcatori | 49’ Mozzambani |         |                 |

1953-1954
| Udine 18 ottobre 1953 6ª giornata Serie A 1953-1954                                         | Udinese   | 4 – 2                  | Triestina | Stadio Moretti |
| \| \| \| \| \| Beltrandi 1’, 70’ Virgili 10’, 51’ \| Marcatori \| 5’ Ispiro 60’ Rossetti \| |           |                        |           |                |
|                                                                                             |           |                        |           |                |
| Beltrandi 1’, 70’ Virgili 10’, 51’                                                          | Marcatori | 5’ Ispiro 60’ Rossetti |           |                |

| Trieste 7 marzo 1954 23ª giornata Serie A 1953-1954                       | Triestina | 2 – 1        | Udinese | Stadio Comunale |
| \| \| \| \| \| Curti 9’ (rig.) Secchi 28’ \| Marcatori \| 34’ Castaldo \| |           |              |         |                 |
|                                                                           |           |              |         |                 |
| Curti 9’ (rig.) Secchi 28’                                                | Marcatori | 34’ Castaldo |         |                 |

1954-1955
| Trieste 17 ottobre 1954 5ª giornata Serie A 1954-1955 | Triestina | 0 – 0 | Udinese | Stadio Comunale |

| Udine 6 marzo 1955 22ª giornata Serie A 1954-1955       | Udinese   | 1 – 1      | Triestina | Stadio Moretti |
| \| \| \| \| \| Bettini 9’ \| Marcatori \| 67’ Secchi \| |           |            |           |                |
|                                                         |           |            |           |                |
| Bettini 9’                                              | Marcatori | 67’ Secchi |           |                |

1956-1957
| Udine 14 ottobre 1956 5ª giornata Serie A 1956-1957 | Udinese   | 0 – 1         | Triestina | Stadio Moretti |
| \| \| \| \| \| \| Marcatori \| 54’ Brighenti \|     |           |               |           |                |
|                                                     |           |               |           |                |
|                                                     | Marcatori | 54’ Brighenti |           |                |

| Trieste 3 marzo 1957 22ª giornata Serie A 1956-1957 | Triestina | 1 – 0 | Udinese | Stadio Comunale |
| \| \| \| \| \| Szőke 49’ \| Marcatori \| \|         |           |       |         |                 |
|                                                     |           |       |         |                 |
| Szőke 49’                                           | Marcatori |       |         |                 |

1958
| Arbitro: | Jonni (Macerata) |

|                     |           |                             |
| Milani 60’ Puia 84’ | Marcatori | 43’ Fontanesi 51’ Giacomini |

| Arbitro: | Roversi (Bologna) |

|  |           |               |
|  | Marcatori | 13’ Del Negro |

1958-1959
| Arbitro: | Butti (Como) |

|              |           |               |
| Santelli 40’ | Marcatori | 67’ Giacomini |

| Udine 15 marzo 1959 23ª giornata Serie A 1958-1959 | Udinese         | 0 – 0 | Triestina | Stadio Moretti\| Arbitro: \| Rigato (Mestre) \| |
| Arbitro:                                           | Rigato (Mestre) |       |           |                                                 |

1959-1960
| Arbitro: | Rebuffo (Milano) |

|                                |           |                        |
| Bettini 75’, 101’ Canella 100’ | Marcatori | 55’ Secchi 110’ Attili |

1960-1961
| Arbitro: | Butti (Como) |

|  |           |             |
|  | Marcatori | 21’ Rebizzi |

1962-1963
| Arbitro: | De Robbio (Torre Annunziata) |

|                         |           |                    |
| Trevisan 54’ Secchi 66’ | Marcatori | 36’, 42’ Andersson |

| Arbitro: | Barolo (Noale) |

|                                       |           |             |
| Salvori 25’ Segato 60’ Manganotto 65’ | Marcatori | 67’ Marcusa |

1963-1964
| Arbitro: | Angonese (Mestre) |

|         |           |  |
| Pin 65’ | Marcatori |  |

| Arbitro: | Barolo (Bassano del Grappa) |

|             |           |  |
| Rancati 53’ | Marcatori |  |

1965-1966
| Arbitro: | Rostagno (Torino) |

|              |           |           |
| Varglien 82’ | Marcatori | 19’ Zardo |

| Arbitro: | V. Lattanzi (Roma) |

|             |           |           |
| Bernard 73’ | Marcatori | 90’ Ciroi |

1966-1967
| Trieste 30 ottobre 1966, ore 14:30 6ª giornata Serie C 1966-1967 | Triestina               | 0 – 0 | Udinese | Stadio Comunale (8.000 spett.)\| Arbitro: \| Caligaris (Alessandria) \| |
| Arbitro:                                                         | Caligaris (Alessandria) |       |         |                                                                         |

| Arbitro: | Messinese (Taranto) |

|                         |           |  |
| De Cecco 6’ Momesso 56’ | Marcatori |  |

1967-1968
| Arbitro: | Ghetti (Modena) |

|             |           |                         |
| Galeone 61’ | Marcatori | 63’ Ridolfi 88’ Pedroni |

| Arbitro: | Panzino (Catanzaro) |

|           |           |                            |
| Scala 56’ | Marcatori | 24’, 41’ Muzzio 51’ Blasig |

1968-1969
| Arbitro: | Casarin (Milano) |

|              |           |  |
| Giacomini 5’ | Marcatori |  |

| Arbitro: | Levrero (Genova) |

|                         |           |           |
| De Marzi 30’ Fedele 40’ | Marcatori | 77’ Paina |

1969-1970
| Arbitro: | Trinchieri (Reggio Emilia) |

|             |           |           |
| Calisti 32’ | Marcatori | 47’ Paina |

| Trieste 15 febbraio 1970 22ª giornata Serie C 1969-1970 | Triestina          | 0 – 0 | Udinese | Stadio Giuseppe Grezar (4.000 spett.)\| Arbitro: \| Zacchetti (Milano) \| |
| Arbitro:                                                | Zacchetti (Milano) |       |         |                                                                           |

1970-1971
| Trieste 8 novembre 1970 9ª giornata Serie C 1970-1971 | Triestina         | 0 – 0 | Udinese | Stadio Giuseppe Grezar (8.600 spett.)\| Arbitro: \| V.Lattanzi (Roma) \| |
| Arbitro:                                              | V.Lattanzi (Roma) |       |         |                                                                          |

| Arbitro: | Borghesi (Forlì) |

|             |           |  |
| Bagatti 30’ | Marcatori |  |

1972-1973
| Arbitro: | Agnolin (Bassano del Grappa) |

|  |           |           |
|  | Marcatori | 89’ Rakar |

| Trieste 2 settembre 1972 Primo turno - 4ª giornata C. Italia Semipr. 1972-1973 | Triestina        | 0 – 0 | Udinese | Stadio Giuseppe Grezar\| Arbitro: \| Scolari (Verona) \| |
| Arbitro:                                                                       | Scolari (Verona) |       |         |                                                          |

| Arbitro: | Levrero (Genova) |

|             |           |  |
| Girelli 64’ | Marcatori |  |

| Trieste 18 febbraio 1973 22ª giornata Serie C 1972-1973 | Triestina                    | 0 – 0 | Udinese | Stadio Giuseppe Grezar (12.000 spett.)\| Arbitro: \| Agnolin (Bassano del Grappa) \| |
| Arbitro:                                                | Agnolin (Bassano del Grappa) |       |         |                                                                                      |

1973-1974
| Arbitro: | Chiapponi (Livorno) |

|            |           |  |
| Farina 89’ | Marcatori |  |

| Arbitro: | Baldoni (Ancona) |

|                                            |           |                 |
| D'Alessi 11’ (rig.) Truant 20’ Bertoli 76’ | Marcatori | 47’ Martellossi |

| Arbitro: | Lenardon (Siena) |

|             |           |                |
| Paganin 38’ | Marcatori | 17’ Pellizzari |

| Arbitro: | Mattei (Macerata) |

|            |           |         |
| Bonora 66’ | Marcatori | 50’ Dri |

1974-1975
| Arbitro: | Magni (Bergamo) |

|                        |           |                     |
| Peressin 15’, 37’, 64’ | Marcatori | 44’ (aut.) Flaborea |

| Arbitro: | Ambrosio (Napoli) |

|             |           |                             |
| Tosetto 78’ | Marcatori | 32’ Girelli 35’, 56’ Stevan |

1975-1976
| Arbitro: | Stocco (Mestre) |

|  |           |                         |
|  | Marcatori | 46’ Politti 80’ Fontana |

| Arbitro: | Sancini (Bologna) |

|            |           |  |
| Politti 4’ | Marcatori |  |

1976-1977
| Arbitro: | Carduzzo (Vicenza) |

|                          |           |                 |
| De Luca 24’ Peressin 71’ | Marcatori | 28’, 83’ Basili |

| Arbitro: | Sancini (Bologna) |

|                           |           |  |
| Corti 32’, 53’ Basili 70’ | Marcatori |  |

| Arbitro: | Materassi (Firenze) |

|                      |           |                           |
| Trainini 32’ Dri 87’ | Marcatori | 1’ Pellegrini 64’ Bracchi |

| Arbitro: | Tani (Livorno) |

|                    |           |             |
| Belotti 74’ (rig.) | Marcatori | 69’ Andreis |

1977-1978
| Trieste 23 ottobre 1977, ore 14:30 7ª giornata Serie C 1977-1978 | Triestina          | 0 – 0 | Udinese | Stadio Giuseppe Grezar (20000 spett.)\| Arbitro: \| Lanzetti (Viterbo) \| |
| Arbitro:                                                         | Lanzetti (Viterbo) |       |         |                                                                           |

| Arbitro: | Falzier (Treviso) |

|                          |           |                   |
| Andreis 6’ Marcolini 48’ | Marcatori | 26’, 52’ Ulivieri |

| Arbitro: | Simini (Torino) |

|                                          |           |                              |
| Bonora 30’ (rig.) Ulivieri 40’ Boito 94’ | Marcatori | 36’ (aut.) Fanesi 47’ Franca |

| Arbitro: | Savalli (Trapani) |

|                                                                  |           |  |
| De Bernardi 10’, 65’ Fanesi 20’ Ulivieri 23’ Pellegrini 51’, 85’ | Marcatori |  |

1983-1984
| Trieste 8 febbraio 1984, ore 15:00 Ottavi - Andata Coppa Italia 1983-1984 | Triestina        | 0 – 0 | Udinese | Stadio Giuseppe Grezar\| Arbitro: \| Altobelli (Roma) \| |
| Arbitro:                                                                  | Altobelli (Roma) |       |         |                                                          |

| Arbitro: | Vitali (Bologna) |

|               |           |  |
| Zico 11’, 21’ | Marcatori |  |

1987-1988
| Arbitro: | Sguizzato (Verona) |

|                 |           |  |
| Bivi 53’ (rig.) | Marcatori |  |

| Arbitro: | Lanese (Messina) |

|           |           |  |
| Manzo 32’ | Marcatori |  |

1988-1989
| Arbitro: | Acri (Novi Ligure) |

|                                 |           |  |
| De Vitis 12’ 25’ 40’ Branca 35’ | Marcatori |  |

1990-1991
| Arbitro: | Longhi (Roma) |

|            |           |             |
| Cerone 83’ | Marcatori | 75’ Sensini |

| Arbitro: | Pezzella (Frattamaggiore) |

|            |           |            |
| Mattei 83’ | Marcatori | 77’ Cerone |

1991-1992
| Arbitro: | Bettin (Padova) |

|                                                 |           |                      |
| Balbo 45+1’ (rig.) Mandorlini 49’ Dell'Anno 52’ | Marcatori | 46’ (rig.) G. Romano |

| Arbitro: | Bazzoli (Merano) |

|                      |           |           |
| G. Romano 90’ (rig.) | Marcatori | 66’ Nappi |

- Con sfondo colorato le gare disputate in casa dell'Udinese, con sfondo bianco quelle disputate in casa della Triestina.

### Statistiche
|                                 | Gare | Vittorie Triestina | Pareggi | Vittorie Udinese | Gol Triestina | Gol Udinese |
| Serie A                         | 14   | 3                  | 9       | 2                | 11            | 13          |
| Seconda Div./Prima Div./Serie B | 12   | 4                  | 4       | 4                | 17            | 14          |
| Serie C                         | 20   | 2                  | 12      | 6                | 13            | 24          |
| Divisione Nazionale             | 2    | 1                  | 0       | 1                | 4             | 2           |
| Coppa Italia                    | 9    | 2                  | 3       | 4                | 8             | 15          |
| Coppa Italia Semiprof.          | 11   | 4                  | 2       | 5                | 15            | 18          |
| Coppa Arpinati                  | 2    | 1                  | 0       | 1                | 3             | 4           |
| Totale                          | 70   | 17                 | 30      | 23               | 71            | 90          |

## Stadi

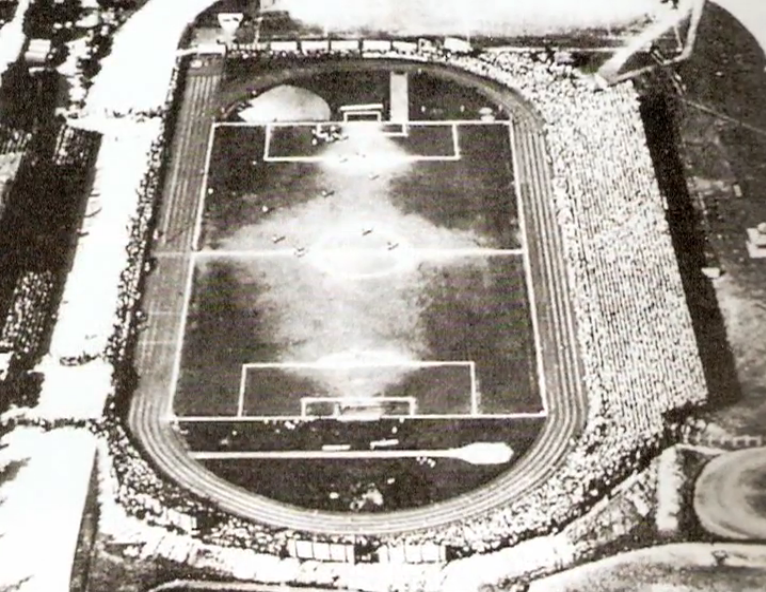
Lo stadio Moretti ospitò le gare dell'Udinese fino al 1976; in qualche occasione ospitò anche delle gare interne della Triestina.

Lo stadio Giuseppe Grezar di Trieste, nelle sue varie denominazioni, è l'impianto che ha ospitato in più occasioni il derby, ben 31.
In qualche occasione il derby non si è disputato nelle sedi canoniche ma in altre località; infatti, lo stadio Moretti, era privo di illuminazione elettrica, pertanto, in occasione delle partite serali di Coppa Italia Semiprofessionisti negli anni 1970, l'Udinese doveva "traslocare" allo stadio Cosulich di Monfalcone; anche dopo l'inaugurazione dello stadio Friuli un match di tale manifestazione si tenne lontano da Udine, allo stadio Omero Tognon di Fontanafredda.
Né l'attuale impianto della Triestina, lo stadio Nereo Rocco, né, tanto meno, il ristrutturato stadio Friuli hanno mai ospitato match ufficiali fra le due compagini. Al Rocco si sono comunque disputate alcune partite amichevoli. L'Udinese è stata impegnata al Rocco, in un match ufficiale, nella stagione 2012-2013, quando l'impianto ospitò alcune gare del Cagliari. Venne previsto un imponente servizio d'ordine, che però non impedì, prima della gara, degli scontri tra tifosi della Triestina e quelli del Cagliari, probabilmente scambiati per tifosi friulani.
In alcune occasioni le due compagini hanno utilizzato l'impianto dell'altra squadra, quale terreno di casa. Nella stagione 1929-1930, la Triestina ospitò l'Alessandria, al Moretti, in un incontro valido per la trentesima giornata, a causa della squalifica dell'impianto di casa, a seguito degli incidenti scoppiati nel corso di una partita contro l'Ambrosiana. Nel 1946-1947 per ragioni di sicurezza, gli Alleati che governavano Trieste vietarono per lungo tempo l'utilizzo dello stadio di Valmaura, e ciò costrinse la squadra giuliana a disputare la maggior parte del girone d'andata in trasferta o sul campo neutro di Udine.
Quasi trent'anni dopo venne ricambiata l'ospitalità. L'Udinese disputò due gare valide per la Coppa Anglo-Italiana nel giugno del 1976, contro lo Stafford Rangers e lo Scarborough, stante l'indisponibilità dello Stadio Friuli, impiegato per dare asilo agli sfollati del terremoto.
A seguito dei lavori di ristrutturazione dello stadio Friuli, l'Udinese scelse lo stadio di Trieste quale impianto casalingo per la disputa dei preliminari di Europa League 2013-2014. Questa situazione era stata contestata da alcuni tifosi della Triestina.
Era stato anche ipotizzato che la formazione bianconera potesse, per tutta la stagione 2014-2015 affrontare su questo terreno le sfide di maggior richiamo di pubblico, stante i contemporanei lavori di ammodernamento dello stadio Friuli.